# Суходол (Самарская область)
Суходол — посёлок городского типа в Сергиевском районе Самарской области. Крупнейший населённый пункт района.
Образует муниципальное образование городское поселение Суходол как единственный населённый пункт в его составе.

## География
Расположен на левом берегу в низовьях реки Сургут, в 4-5 км к югу от Сергиевска и в 100 км к северо-востоку от Самары. У юго-восточной окраины посёлка протекает речка Чесноковка (Сухая Чесноковка).
С севера к Суходолу примыкает посёлок Сургут, вблизи также находятся посёлки Серноводск (на востоке) и Светлодольск (на западе) — вместе с райцентром они образуют скопление населённых пунктов с общей численностью населения около 31,7 тысяч человек.

## Транспорт
На юге вблизи посёлка проходит автодорога М5 «Урал», от неё на юг отходит дорога на Кинель-Черкассы. У западной окраины посёлка проходит автодорога от М5 к Сергиевску (далее на Кошки, Челно-Вершины). Имеется дорога от посёлка к Серноводску по мосту через реку Сургут.
В посёлке находится станция Самарского отделения Куйбышевской железной дороги Серные Воды 1 (код ЕСР 658806) на ж.-д. ветке Кротовка — Сургут.

## История
Впервые населённый пункт упоминается в 1849 году как деревня Богоявленка. В то время в деревне насчитывалось 68 дворов, в них проживало 486 жителей. Ближайшая церковь была в двух верстах, в селе Сергиевские минеральные воды. Богоявленка находилась во 2-м стане уезда по правую сторону проезжего тракта с Сергиевских Минеральных Вод в Самару.
В 1859 г. численность населения деревни увеличилась до 620 человек. В конце XIX века Богоявленка стала селом, численность жителей достигла 1149 человек.
В 1910 году в селе построили деревянную церковь с колокольней, при церкви была открыта школа грамоты.
Перед революцией 1917 года численность населения возросла до 1400 человек. В конце 20-х годов колокола церкви были сброшены, приход закрыт. Деревянный каркас церкви, построенной без гвоздей, оказался настолько прочным, что простоял до 2000 года (после его разборки брёвна были использованы для постройки колокольни у новой церкви во имя Архангела Михаила).
После установления советской власти село было переименовано в Суходол. В 1928 году был образован Суходольский сельский совет. С конца 20-х годов село стало медленно расти. В 1931 году в селе было 248 дворов, в которых проживало 1268 человек, в основном русских. Население в основном занималось сельским хозяйством, сеяли рожь, пшеницу, овес, а также просо, горох, ячмень и другие культуры. В 1933—1934 гг. в Суходоле появилось радио.
Разработки нефтегазовых месторождений привели к ускоренному росту посёлка в послевоенное время, появились базы технической поддержки, инженерные службы по освоению месторождений. На юго-западе от посёлка была построена узловая компрессорная газовая станция.
Статус посёлка городского типа получен в 1970 году.

## Климат
Климат умеренный континентальный.
| Показатель              | Янв.  | Фев.  | Март | Апр. | Май  | Июнь | Июль | Авг. | Сен. | Окт. | Нояб. | Дек. | Год |
| ----------------------- | ----- | ----- | ---- | ---- | ---- | ---- | ---- | ---- | ---- | ---- | ----- | ---- | --- |
| Средняя температура, °C | −11,1 | −10,8 | −4,7 | 6,0  | 14,1 | 18,7 | 20,5 | 18,2 | 12,4 | 5,1  | −3,4  | −9,3 | 4,6 |
| Норма осадков, мм       | 37    | 29    | 23   | 27   | 34   | 58   | 57   | 43   | 47   | 45   | 40    | 39   | 479 |
| Источник: .             |       |       |      |      |      |      |      |      |      |      |       |      |     |

## Население
| 1979    | 1989    | 2002    | 2008    | 2010    | 2012    | 2013    |
| ------- | ------- | ------- | ------- | ------- | ------- | ------- |
| 8692    | ↗12 253 | ↗14 407 | ↘14 356 | ↘13 413 | ↘13 380 | ↗13 467 |
| 2014    | 2015    | 2016    | 2017    | 2018    | 2019    | 2020    |
| ↗13 515 | ↗13 525 | ↗13 532 | ↘13 459 | ↗13 483 | ↘13 442 | ↘13 349 |
| 2021    |         |         |         |         |         |         |
| ↘13 348 |         |         |         |         |         |         |

## СМИ
Радиовещание
- Радио Стрим 101,3 FM;
- Радио Лайт 102,2 FM;
- Радио Дача 103,2 FM;